# Modisimus ixobel
Modisimus ixobel is een spinnensoort uit de familie trilspinnen (Pholcidae). De soort komt voor in Guatemala. 